# 萊帕德冰川

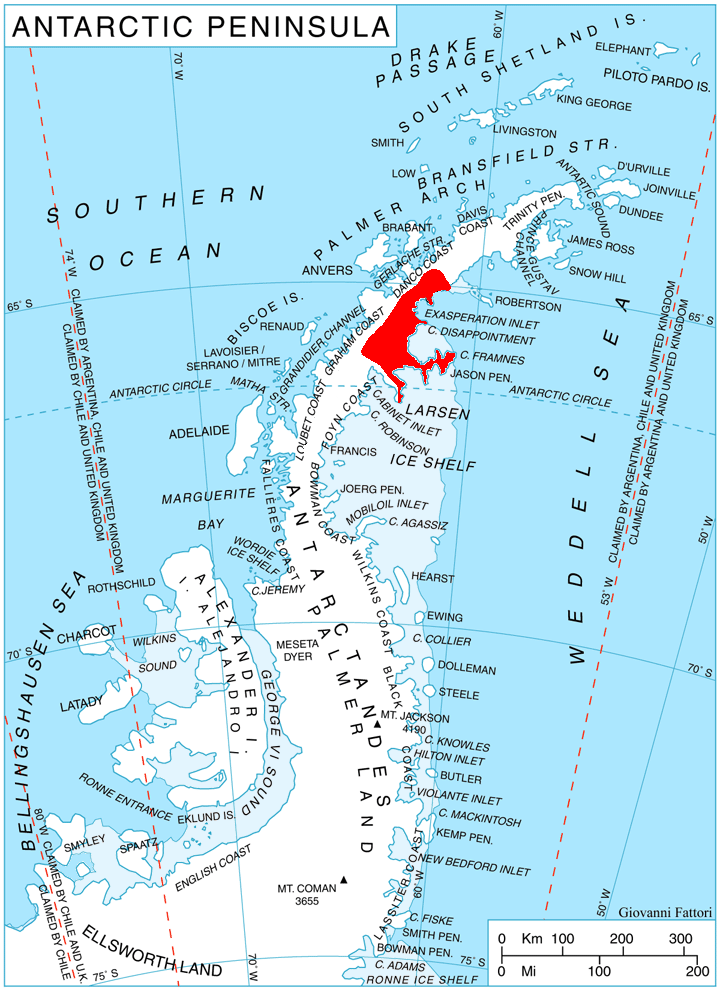

65°58′S 62°30′W / 65.967°S 62.500°W
萊帕德冰川（英語：Leppard Glacier）是南極洲的冰川，位於葛拉漢地，處於亞里斯多德山脈和沃登高地之間，該山峰在1928年12月20日由澳大利亞極地探險家發現，現時由南極條約體系管理。